# Constantino Dall'Argine
Constantino Dall'Argine (Parma, Emília-Romanya, 1842 - Milà, Llombardia, 1877) fou un compositor italià.
Ja s'havia donat a conèixer com a autor de diverses òperes i balls, quan, cedint a les instàncies de l'empresari del teatre municipal de Bolonya, emprengué la composició de Il barbiere di Siviglia, escrivint abans a Rossini una carta en la qual pregava al cèlebre mestre dispenses l'agosarament de tractar i acceptés la dedicatòria de l'obra. Rossini li contestà amablement, però el nou Barbiere no va poder resistir la comparació amb la de Paisiello i Rossini, i fracassà sorollosament.
Dall'Argine fou director d'orquestra de diversos teatres d'Itàlia i de l'estranger, i a més de l'obra citada va escriure les òperes:
- I duc Orsi, que fou molt ben acollida;
- Il Diavolo zoppo.

## Ballets
- La visione d'un poeta a Rome;
- Velleda;
- Anna di Massovia;
- Il Diavolo a quattro;
- Zelia, amb aquest ballet va debutar al "Teatro Reggio" de Torí, el 1867, la ballarina Virginia Zucchi.[1]
- La Camargo;
- Attea;
- Anelda;
- Nerone;
- La bataglia di Legnano.